# Sharpe Trafalgarja
A Sharpe Trafalgarja (Sharpe's Trafalgar) Bernard Cornwell Sharpe sorozatának negyedik (kronológiailag) könyve. A cselekmény a tengereken zajlik és Sharpe Trafalgarnál játszódó kalandjairól szól. A könyv először az Egyesült Királyságban jelent meg 2000. április 3-án a Harper Collins kiadó gondozásában. Magyarországon 2007. szeptember 27-én a Gold Book kiadó adta ki.
|  | Alább a cselekmény részletei következnek! |

## Történet
1805-öt írunk, Richard Sharpe zászlós hazafelé tart Indiából. Az útnak nyugalmasan kellene telnie, ám egy árulás miatt hajóját a brit tengeri kereskedelmet és az Indiai-óceánt rettegésben tartó félelmetes francia hadihajó, a Revenant fenyegeti. Sharpe hajóján utazik egyik régi ellenfele is, és az út nyugalmát a gyönyörű és elérhetetlen Lady Grace Hale is felkavarja.
Sharpe ugyanakkor új barátra is szert tesz a Királyi Haditengerészet egyik neves kapitánya személyében, aki a Revenant-ra vadászik, és mikor már minden veszni látszik, megmenti a zászlóst. A vadászat könyörtelen hajszává válik, ahogy a francia hadihajó hazája felé menekül, fedélzetén egy olyan szerződést hordozva, amely újabb, angolok elleni háborúra sarkallhatja Indiát. Amikor a Revenant találkozik a Cádizból kihajózó, egyesült francia és spanyol hadiflottával, úgy tűnik, Sharpe ellenségei biztonságban vannak, míg ő maga csapdába esik.
Azonban a láthatáron feltűnik egy másik flotta is, élén Horatio Nelsonnal, és Sharpe könyörtelen bosszút állhat, amikor a két hajóhad egy nyugodt, októberi napon összecsap a Trafalgar-foknál.
|  | Itt a vége a cselekmény részletezésének! |

## Szereplők
- Richard Sharpe – a brit hadsereg zászlósa – főhős.
- Lady Grace Hale – Lord Hale felesége és a Calliope utasa.
- Lord William Hale – angol diplomata.
- Horatio Nelson admirális – a brit flotta parancsnoka.
- Joel Chase – Pucelle kapitánya és Sharpe indiai barátja
- Peculiar Cromwell – a Calliope kapitánya.

## Magyarul
- Sharpe Trafalgarja. Richard Sharpe és a trafalgari csata, 1805. október 21.; ford. Sándor Zoltán; Gold Book, Debrecen, 2007